# Chances égales pour tous
 (février 2022).
La mise en forme du texte ne suit pas les recommandations de Wikipédia : il faut le « wikifier ».
Les points d'amélioration suivants sont les cas les plus fréquents. Le détail des points à revoir est peut-être précisé sur la page de discussion.
- Les titres sont pré-formatés par le logiciel. Ils ne sont ni en capitales, ni en gras.
- Le texte ne doit pas être écrit en capitales (les noms de famille non plus), ni en gras, ni en italique, ni en « petit »…
- Le gras n'est utilisé que pour surligner le titre de l'article dans l'introduction, une seule fois.
- L'italique est rarement utilisé : mots en langue étrangère, titres d'œuvres, noms de bateaux, etc.
- Les citations ne sont pas en italique mais en corps de texte normal. Elles sont entourées par des guillemets français : « et ».
- Les listes à puces sont à éviter, des paragraphes rédigés étant largement préférés. Les tableaux sont à réserver à la présentation de données structurées (résultats, etc.).
- Les appels de note de bas de page (petits chiffres en exposant, introduits par l'outil «  Source ») sont à placer entre la fin de phrase et le point final[comme ça].
- Les liens internes (vers d'autres articles de Wikipédia) sont à choisir avec parcimonie. Créez des liens vers des articles approfondissant le sujet. Les termes génériques sans rapport avec le sujet sont à éviter, ainsi que les répétitions de liens vers un même terme.
- Les liens externes sont à placer uniquement dans une section « Liens externes », à la fin de l'article. Ces liens sont à choisir avec parcimonie suivant les règles définies. Si un lien sert de source à l'article, son insertion dans le texte est à faire par les notes de bas de page.
- La présentation des références doit suivre les conventions bibliographiques. Il est recommandé d'utiliser les modèles {{Ouvrage}}, {{Chapitre}}, {{Article}}, {{Lien web}} et/ou {{Bibliographie}}. Le mode d'édition visuel peut mettre en forme automatiquement les références.
- Insérer une infobox (cadre d'informations à droite) n'est pas obligatoire pour parachever la mise en page.

Pour une aide détaillée, merci de consulter Aide:Wikification.
Si vous pensez que ces points ont été résolus, vous pouvez retirer ce bandeau et améliorer la mise en forme d'un autre article.
Chances égales pour tous est un programme de réformes sociales instauré par le gouvernement de Louis J. Robichaud au Nouveau-Brunswick, entre 1965 et 1967. Comportant environ 130 projets de loi, il visait à alléger les fortes disparités régionales qui existaient à l'époque par des mesures de centralisation.

## Contexte historique
Le système de gouvernement de comtés entraînait des inégalités partout dans la province. Au début des années 1960, 12 000 élèves étaient enseignés par des instituteurs sans diplôme d'enseignant et plus de la moitié de la population n'avait pas accès aux études secondaires. Les comtés pauvres n'avaient pas les moyens de financer leurs écoles et leurs hôpitaux, souvent mal équipés.

## Mesures
La Commission royale sur les finances et la taxation municipale, présidée par l'avocat Ed Byrne, a mis à l'évidence les disparités régionales au Nouveau-Brunswick. Louis Robichaud accepte l'ensemble des recommandations, qui comprenait notamment 130 projets de loi.
Aux suites de la Commission Byrne, les pouvoirs administratifs et le financement de la santé, de l'éducation, des services sociaux et de la justice ont été transférés des gouvernements de comtés à la province. Cette centralisation a rendu pratiquement obsolètes ces gouvernements, qui ont été abolis. Depuis, la province partage le champ de l'impôt foncier avec les municipalités.

## Impact
Le programme Chances égales pour tous a permis la modernisation des écoles publiques et des hôpitaux au Nouveau-Brunswick.